# Widźgowo
Widźgowo – wieś w Polsce położona w województwie podlaskim, w powiecie bielskim, w gminie Brańsk.
Za II RP istniała gmina Widźgowo. W latach 1975–1998 miejscowość administracyjnie należała do województwa białostockiego.
Przez miejscowość przepływa Czarna, rzeka dorzecza Bugu.
Wierni kościoła rzymskokatolickiego należą do parafii Matki Bożej Wspomożenia Wiernych w Klichach.